# دانيال ويتني
دانيال ويتني (بالإنجليزية: Daniel Whitney)‏ هو شخصية أعمال أمريكي، ولد في 3 سبتمبر 1795 في غيلسوم في الولايات المتحدة، وتوفي في 4 نوفمبر 1862 في غرين باي في الولايات المتحدة.